# Værløse Stadion
Værløse Stadion er et fodboldstadion i Værløse, som er hjemsted for fodboldklubben Værløse Boldklub.